# Ley de cásate con tu violador
Una Ley de Cásate con tu violador, casate con tu violador o cásese con su violador (término del inglés: marry-your-rapist law) es un tipo de ley aplicada en ciertas jurisdicciones en la cual un hombre que haya cometido un delito de violación, abuso sexual, estupro o similares (dependiendo del código penal de cada país) pueda evitar recibir la pena correspondiente a dicho delito si se casa con la víctima, a menudo con el apoyo de su familia. Suele haber excepciones en casos de incesto o pederastia. 
Los movimientos feministas se han manifestado en contra de estas leyes al vulnerar los derechos de la mujer y permitir que los agresores sexuales además de evadir la justicia puedan seguir violentando a su víctima, en especial en países donde la violencia de género está normalizada, agregando también la apropiación del cuerpo de la mujer por parte del marido. 

## Origen
A lo largo de la historia de la humanidad esta práctica ha estado presente en varias culturas y formó parte de los primeros códigos penales que de alguna manera castigasen ciertas formas de violación hacia la mujer, siendo aún legal en algunas naciones del mundo, y pese a que en las últimas décadas ha habido tendencias de derogar esta clase de leyes todavía se practica de manera clandestina en países en donde se ilegalizó, como en zonas de Marruecos. 
La justificación utilizada históricamente para esta práctica ha sido «restaurar el honor de la familia», pues esta ocurría en casos en donde una mujer virgen era violada por un varón, y dado que en muchas religiones y culturas la virginidad de la mujer es considerada como un elemento sagrado y que debe permanecer intacta antes del matrimonio se ha utilizado la práctica de casar a la víctima con su violador como modo de «compensación» al «honor perdido» de la víctima. Otra justificación usual ha sido la de evitar nacimientos de hijos extramatrimoniales -tenidos por "deshonrosos"- y prevenir familias monoparentales.
Las leyes de cásate con tu violador aparecieron en Europa durante la Edad Media como solución, la cual terminó con el tiempo siendo aceptada por la iglesia católica. En Oriente Medio y países de religión musulmana se han utilizado estas leyes para evitar que las mujeres víctimas sean acusadas del delito de zina o adulterio, al considerar que inclusive la víctima de un ataque sexual puede ser imputada por tal delito.

## Por país

### África

#### Marruecos
Marruecos por mucho tiempo fue un país en donde las leyes de cásate con tu violador eran legales y normalizados, hasta que la indignación por el suicidio de una joven víctima de la práctica terminó provocando su derogación en 2013.

### Asia

#### Tailandia
En Tailandia el matrimonio entre un violador y su víctima puede ser otorgado legalmente por un tribunal como un «acuerdo», siempre y cuando la mujer tenga al menos 15 años, el hombre 18 y haya consentimiento de la víctima o de su familia.

### América Latina

#### Argentina
El Avenimiento fue un concepto del Código Penal Argentino establecido formalmente en 1998. Fue derogado en 2012 por votación de senadores.

#### Bolivia
En Bolivia esta ley fue derogada en el año 2013. 

#### República Dominicana
En República Dominicana todavía se aplican leyes en caso de violación. 

#### Uruguay
El artículo 116 del Código Penal y los artículos 22 y 23 del decreto ejecutivo n.º 15.032 de Uruguay fueron derogados en 2006. Los artículos establecían que en los delitos de agresión sexual, estupro, rapto y falta de pudor, la pena se extinguiría en los casos en que el agresor y la víctima celebraran un contrato matrimonial.

### Europa

#### Rusia
En Rusia un hombre que haya violado a una menor de 16 años puede evitar ir a prisión si se casa con la víctima, pero esto solo lo puede hacer tras haber cumplido 18 años.

### Oriente Medio

#### Afganistán
En Afganistán es una práctica común como alternativa a que la víctima sea asesinada en un crimen de honor.

#### Kuwait
En Kuwait es legal que un acusado de violación esté exento de ir a la cárcel si se casa con su víctima, aunque se necesita el consentimiento del padre de la misma.